# Cape Brett
Cape Brett ist ein Kap im Far North District der Region Northland auf der Nordinsel von Neuseeland.

## Namensherkunft
Cape Brett wurde von dem britischen Seefahrer und Entdecker, Kapitän James Cook, auf seiner ersten Südseereise (1768–1771) nach dem britischen Admiral Sir Peircy Brett benannt.

## Geographie
Cape Brett befindet sich an der Nordspitze der Cape Brett Peninsula, rund 22 km nordöstlich von Russell und am östlichen Ende der Bay of Islands, die durch das Kap dort abgeschlossen wird. Das Kap besteht aus einem Bergrücken, der von einer Höhe von 203 m zu den steilen Hängen der Küste hin abfällt.
Direkt vor dem Kap befindet sich die Insel Otuwhanga Island, die nur durch eine 8 m breite Meerenge vom Festland getrennt liegt und rund 565 m nordöstlich liegt die Nachbarinsel Motukokako Island in Sichtweite, die für “The Hole in the Rock” (deutsch: „Das Loch im Felsen“) unter Touristen bekannt ist.

## Cape Brett Lighthouse
Im Jahr 1910 wurde das Cape Brett Lighthouse vom Department of Transport auf dem Bergrücken von Cape Brett errichtet. Der Leuchtturm ging am 21. Februar 1910 in Betrieb und war der erste in Neuseeland, dessen Optik auf Quecksilber schwimmend gelagert wurde. Der Turm ist seit 1978 nicht mehr in Betrieb, seine Aufgabe übernahm ein nahe gelegenes automatisches Leuchtfeuer. Die Technik zum Zeitpunkt seiner Außerdienststellung ist in nahezu betriebsbereitem Zustand erhalten.

## Tourismus
Der Leuchtturm sowie das Leuchtturmwärterhaus können durch vom Department of Conservation durchgeführte Führungen besichtigt werden. Der 16,3 km lange Cape Brett Track führt von Rāwhiti aus über den Bergrücken der Cape Brett Peninsula direkt zum Cape Brett und seinem Leuchtturm.
Von Paihia und Russell aus werden täglich Bootsausflüge zum Cape Brett und zu den vorgelagerten Inseln unternommen.